# لوكاس براغا
لوكاس براغا (بالبرتغالية: Lucas Braga Ribeiro‏) هو لاعب كرة قدم برازيلي في مركز الهجوم، ولد في 10 نوفمبر 1996 في ساو باولو في البرازيل. لعب مع J. Malucelli Futebol ‏.

## وصلات خارجية
- لوكاس براغا على موقع رابطة كرة القدم اليابانية للمحترفين (اليابانية)
- لوكاس براغا على موقع قاعدة بيانات كرة القدم.إي يو (الإنجليزية)
- لوكاس براغا على موقع Soccerway.com (الإنجليزية)